# Schildersezel

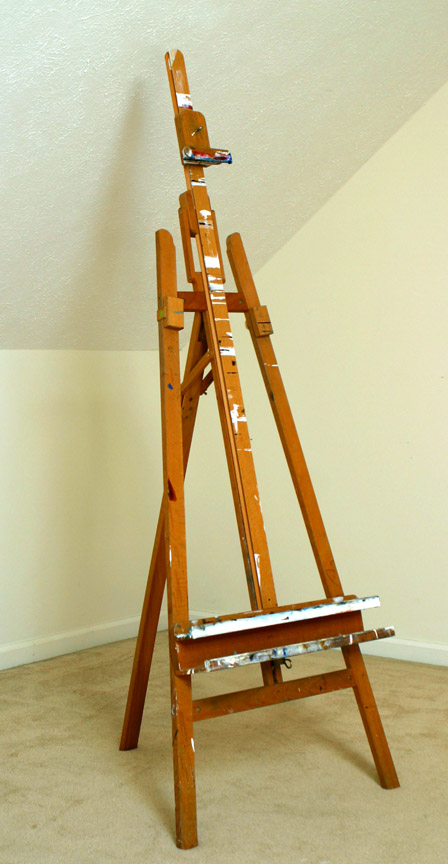
Schildersezel: Driepoot

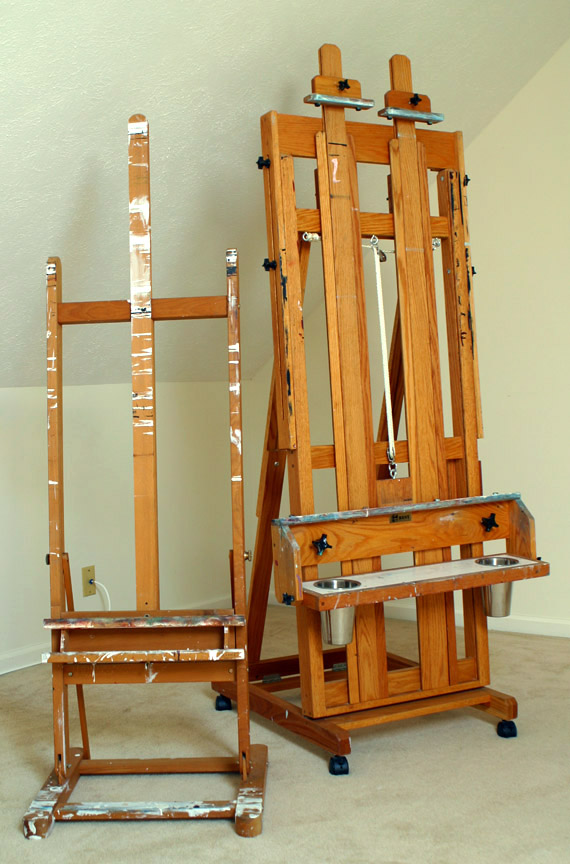
Schildersezels: H-frame

Een schildersezel is een stevige standaard van hout of metaal waarop het schildersdoek wordt neergezet en vastgeklemd tijdens het schilderen.
In het midden aan de voorzijde bevindt zich steeds een lange verticale lat met twee verstelbare horizontale delen. Onderaan de lat bevindt zich een stevige in hoogte verstelbare drager met vaak een extra plank om penselen en verftubes op te leggen. Bovenaan de lat zit een in hoogte verstelbare klem die het doek op zijn plaats houdt.
Zware atelierezels (mét of zonder wieltjes) met een H-vormig frame worden het meest voor klassieke schilderijen met olieverf of acrylverf gebruikt. De middenlat van deze ezels kan in uitgeschoven toestand tot ruim drie meter hoogte reiken, waardoor deze ezels minder geschikt zijn voor de gemiddelde woonkamer.
Daarnaast bestaan er ook kleinere en lichtere driepotige ezels, die veelzijdiger gebruikt kunnen worden. Door hun constructie staan de werkstukken op deze ezels altijd iets schuiner naar achteren hellend dan op de H-frame ezels waarvan de helling zelfs naar voren ingesteld kan worden.
Draagbare schildersezels, soms ook veldezels genoemd, zien eruit als een statief. Ze worden gemaakt van metaal of hout en hebben drie uitschuifbare poten. Deze ezels zijn bijzonder geschikt voor de kunstschilder die graag in de buitenlucht aan aquarellen werkt.
Ook bestaan er nóg kleinere tafelezels voor het in verticale stand op een tafel plaatsen van het werkstuk bij het vervaardigen van miniaturen.
De verticale stand van het schilderij op een schildersezel verhindert de perspectivische vertekening, die zou optreden wanneer het werkstuk plat op de grond of op een tafel gelegd zou worden.
Schone schildersezels zonder verfspatten kunnen ook gebruikt worden voor het vertonen van schilderijen tijdens een tentoonstelling in een museum of een galerie.
In de kunstgeschiedenis zijn vele voorbeelden te vinden van kunstschilders die zichzelf of elkaar geportretteerd hebben staande aan een schildersezel.
De ezel werd vroeger gebruikt als lastdier, daaraan dankt de schildersezel (die het schilderij draagt) zijn naam.

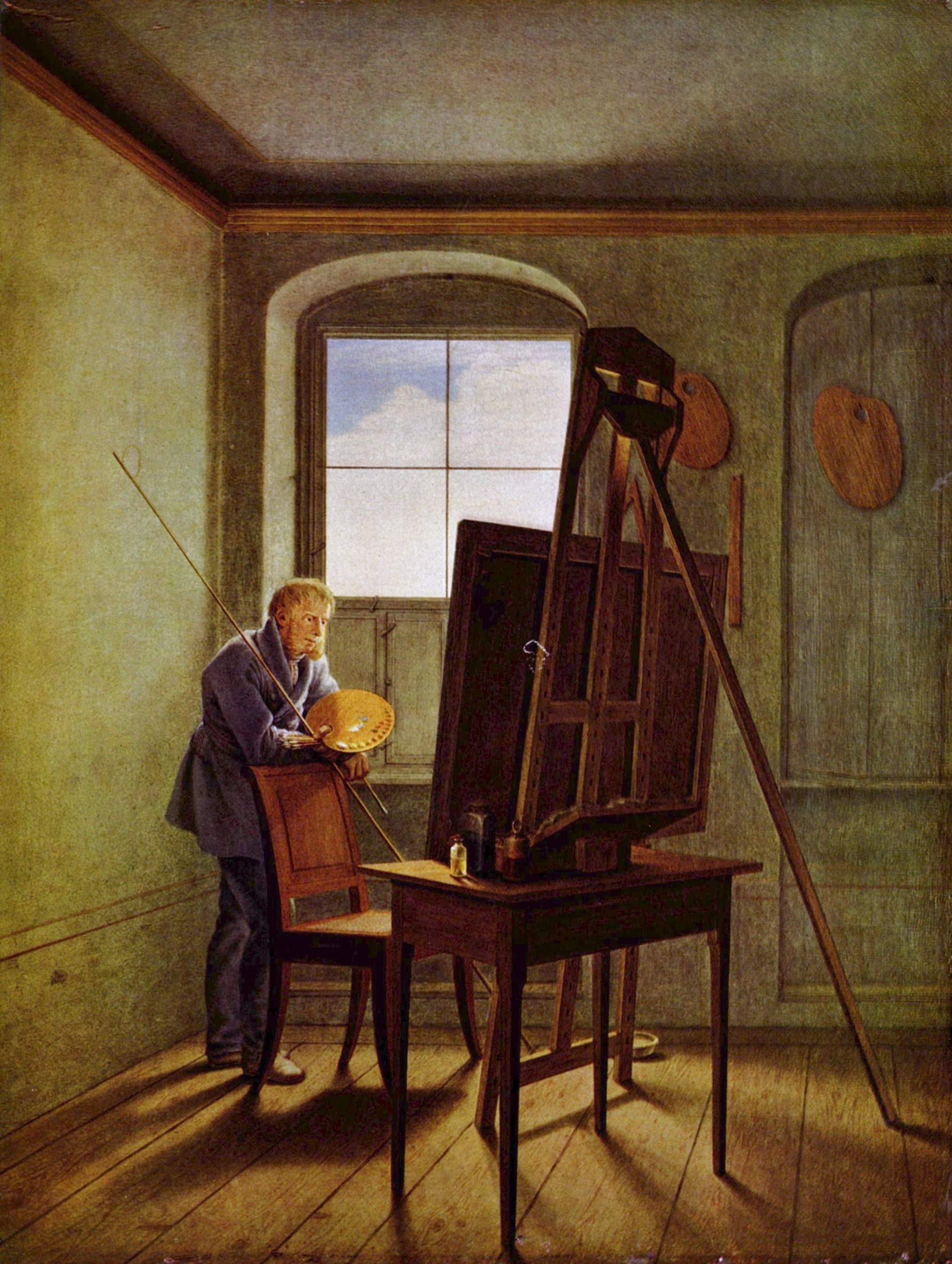
Caspar David Friedrich in zijn atelier staande achter zijn schildersezel (geschilderd door Georg Friedrich Kersting, ca. 1812)